# Kropidło (Klein-Polen)
Kropidło is een plaats in het Poolse district Miechowski, woiwodschap Klein-Polen. De plaats maakt deel uit van de gemeente Słaboszów en telt 330 inwoners.